# يوستاس مولينز
يوستاس مولينز (بالإنجليزية: Eustace Mullins) (و. 1923 – 2010 م) هو كاتب من الولايات المتحدة الأمريكية. ولد في روانوك.
توفي في تكساس، عن عمر يناهز 87 عاماً. بسبب سكتة دماغية.

## التعليم
تعلم في جامعة داكوتا الشمالية، وواشنطن ولي.